# Licuala acuminata
Licuala acuminata är en enhjärtbladig växtart som beskrevs av Karl Ewald Maximilian Burret. Licuala acuminata ingår i släktet Licuala och familjen Arecaceae. Inga underarter finns listade i Catalogue of Life.